# غيرد مولر (سياسي)
غيرهارد «غيرد» مولر (بالألمانية: Gerhard „Gerd“ Müller) (مواليد 25 أغسطس 1955 في كرومباخ، شفابن) سياسي ألماني ينتمي إلى حزب الاتحاد الاجتماعي المسيحي (CSU). يشغل منذ 10 ديسمبر 2021 منصب المدير العام لمنظمة الأمم المتحدة للتنمية الصناعية. قبل ذلك شغل من 17 ديسمبر 2013 إلى 8 ديسمبر 2021 منصب وزير التعاون الاقتصادي والتنمية في حكومتي ميركل الثالثة وميركل الرابعة ومن 1994 حتى 2021 مثّل مولر منطقة أوبرألغوي في البوندستاغ.

## دراسته
بعد أن درس مولر في مدرسة ثانوية متخصصة قام بتدريب تجاري، حصل مولر على الثانوية في سن كبير وبعد أن انهى خدمته العسكرية الإلزامية أتم دراسته لعلوم البيداغوجيا والسياسة والاقتصاد وعلم النفس في الجامعة الكاثوليكية في أيشتيت-إنجولشتادت كمنحة من جمعية كونراد أديناور و قد أتمها حاصلًا على دبلومة في البيداغوجيا الاقتصادية.
بدأ مولر حياته المهنية في عام 1980 كمديرتنفيذي لإحدى الجمعيات، وفيما بعد عمل في وزارة الاقتصاد في بفاريا كمستشار لمجلس الحكومة في العروض التوضيحية الأساسية وكذلك كان نائب أنطوان ياومان الناطق الرسمي باسم وزارة الاقتصاد في بافاريا حتى عام 1989. حصل مولر في عام 1989 على الدكتوراة من جامعة ريغنسبورغ و كان موضوع اطروحته يدور حول اتحاد شباب بافاريا ومساهمته في التعليم السياسي للشباب والكبار ، في عام 2014 تم اتهام مولر بالسرقة الفكرية و أعلنت الجامعة بعد التحقق بأن «ما تتدوله الصحافة بشأن التشكيك في السلوك العلمي» يفتقر إلى الأساس.

## الحزب
شارك مولر في اتحاد الشباب والذي كان رئيس مقره في حي شفابن من عام 1982 حتى عام 1991 وكان من عام 1987 حتى عام 1991 رئيس المقر في بافاريا. وخلال فترة عمله طالب بعقوبة الإعدام لتجار المخدرات، و عندما اهتم رئيس أخبار إذاعة بفاريا وعضو الاتحاد الديموقراطي المسيحي هاينتس كلاوس ميرتس بما يُذاع في الأخبار «بالمطالبات بعقوبات أكثر قسوة» أدى ذلك لاتهامات بقمع أخبار بدافع من الأحزاب.
و في عام 1993 أصبح نائب رئيس اتحاد الاتحاد الديموقراطي المسيحي في حي شفابن.

## نائب

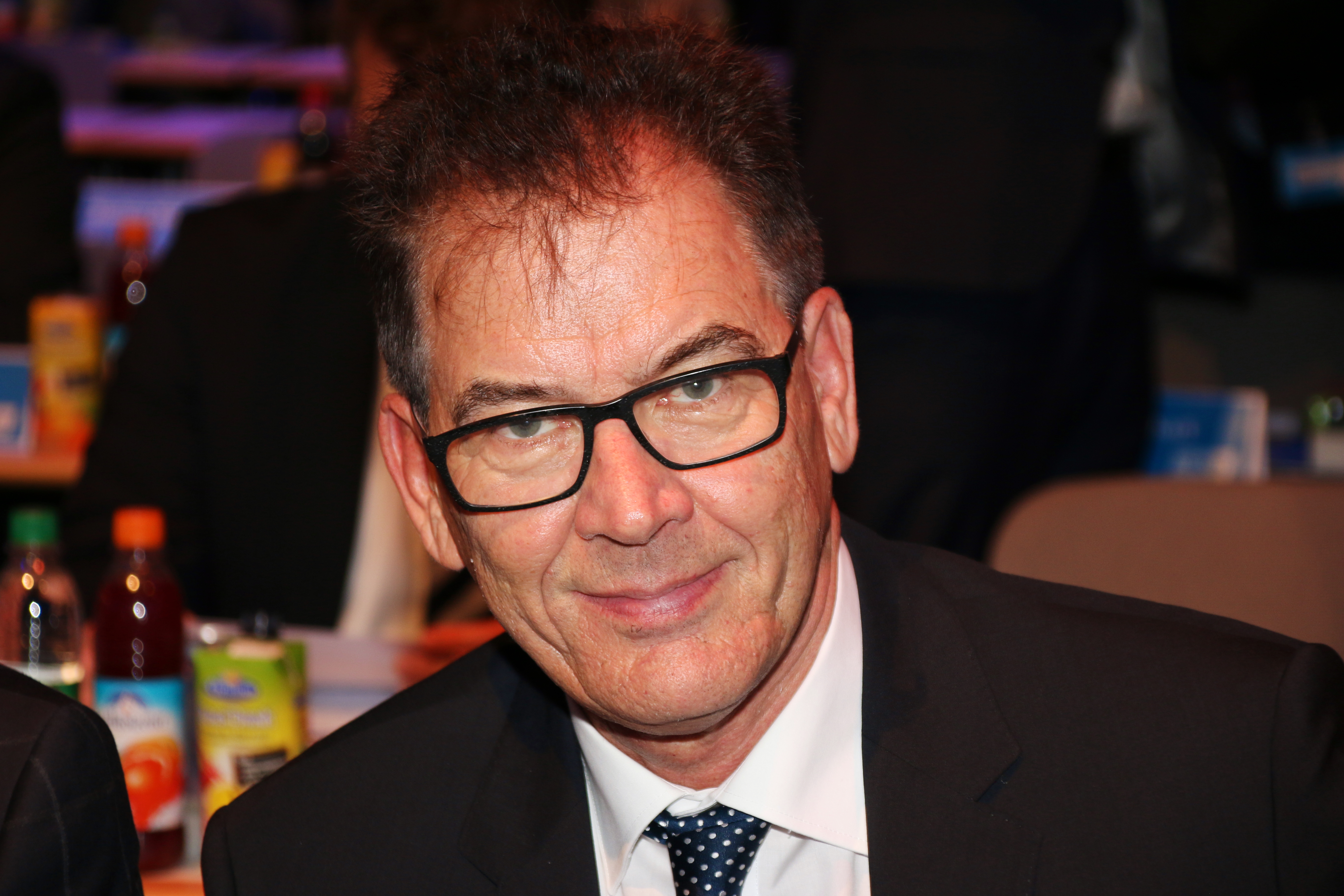
غيرد مولر خلال اجتماع الاتحاد الديموقراطي المسيحي عام 2015

كان مولر نائبًا في البرلمان الأوروبي من عام 1989 حتى عام 1994 وفي هذة الفترة كان المدير النفيذي لتكتل أيه فيه به (EVP-Fraktion)
إن مولر عضو في البرلمان الألماني منذ عام 1994 عن الدائرة الانتخابية أوبرالجلوي (كيمبتن ولينداو وأوبرالجليوي وفيستالجلوي). و حتى عام 2005 كان الناطق فيما يخص القضايا الأوروبية والخارجية ونائب رئيس الاتحاد الديموقراطي المسيحي لمجموعة الولايات في البرلمان الألماني. شغل منصب نائب رئيس لجنة إقامة الأجانب والسياحة في البرلمان الألماني من ام 2002 حتى عام 2005. حصل خلال الانتخابات البرلمانية لعام 2005 على 61,5 بالمئة من الأصوات خلال الصوت الأول، و قد نال 53 بالمئة من الأصوات خلال الاتخابات البرلمانية لعام 2009 أما في الانتخابات البرلمانية لعام 2013 حصل على 60,7 بالمئة من الأصوات خلال الصوت الأول.

## مناصب رسمية
كان مولر من عام 1979 حتى عام 1988 العمدة الثاني لكرومباخ وكان في المجلس الاستشاري لمقاطعة جونتسبرج، وخلال هذة الفترة طالب مولر بعقوبة الإعدام لتجار المخدرات كما أنه عمل لإيقاف عمليات الإجهاض.
شغل مولر منصب وكيل وزارة برلماني في الوزراة الاتحادية للغداء والزراعة وحماية المستهلك من الثاني والعشرين من نوفمبر( كانون الثاني) لعام 2005 الذي تولت فيه المستشارة الاتحادية أنغيلا ميركل قيادة الحكومة الألمانية الاتحادية. كان مولر ضمن حكومة ميركل الأولى وحكومة ميركل الثانية أيضًا.
تم تعين مولر لمنصب الوزير الاتحادي للتعاون الاقتصادي والتنمية في حكومة ميركل الثالثة. رفض مولر تمامًا على خلاف ميركل و الرئيس الاتحادي جاوك المشاركة الشخصية في كأس العالم 2014 في البرازيل احتجاجًا على الاضطرابات الاجتماعية والإيكولوجية.
في الرابع عشر من شهر مارس (آذار) عام 2018 عين الرئيس الاتحادي فرانك-فالتر شتاينماير مولر مرة أخرى ليشغل منصب الوزير الاتحادي للتعاون الثنائي الاقتصادي والتنمية في حكومة ميركل الرابعة.

## روابط خارجية
- غيرد مولر على موقع مونزينجر (الألمانية)